# Denys Proshayev
Denys Proshayev (* 1978 in Brest) ist ein in Belarus geborener und in Deutschland lebender, ukrainischer Pianist und Dirigent.

## Leben
Denys Proshayev begann im Alter von neun Jahren mit dem Klavierunterricht. Unterrichtet wurde er u. a. von Marina Krajsman, Irina Lipatova sowie Leonid Fundiller und ab 1992 am Musikalischen Gymnasium in Kiew. Seit 1998 studierte er an der Hochschule für Musik und Theater Hannover bei Vladimir Krajnev. Dort begann er 2001 ein Dirigierstudium bei Eiji Ōue und Martin Brauß.
Denys Proshayev ist als Lehrbeauftragter an der Hochschule für Musik Franz Liszt Weimar tätig. Er unterrichtet nunmehr auch am Landesmusikgymnasium Rheinland-Pfalz Klavier.

## Auftritte als Pianist
Denys Proshayev kann u. a. bereits auf Konzerte mit den Münchner Philharmonikern, dem Frankfurter Museumsorchester, dem Dänischen Nationalorchester, dem SWR Sinfonieorchester Stuttgart, dem WDR-Sinfonieorchester Köln, dem MDR-Sinfonieorchester, dem Rundfunk-Sinfonieorchester Berlin, dem HR-Sinfonieorchester Frankfurt, der NDR Radiophilharmonie Hannover, der Tschechischen Philharmonie, der Kremerata Baltica, dem Orchestre Philharmonique de Monte Carlo, dem Orquesta Sinfònica de Barcelona sowie dem Sankt-Petersburger Symphonieorchester zurückblicken und arbeitete dabei mit einer Vielzahl von Dirigenten zusammen, z. B. mit Gerd Albrecht, Philippe Entremont, Eiji Ōue, Michael Sanderling, Karl-Heinz Steffens und Stanislaw Skrowaczewski.
Denys Proshayev brachte sein Können als Solist u. a. bereits in Klavierabenden in der Berliner Philharmonie, im Herkulessaal in München, im Salzburger Mozarteum, im Konzerthaus Berlin, im Leipziger Gewandhaus, in der Alten Oper in Frankfurt und im Konzerthaus Dortmund zu Gehör und ist bei international renommierten Musikfestivals aufgetreten, z. B. beim Klavierfestival Ruhr, dem MDR-Musiksommer und dem Mozartfest in Würzburg.

## Auftritte als Dirigent
Denys Proshayev war von 2011 bis 2015 Erster Gastdirigent des Philharmonischen Orchesters der Stadt Lemberg.

## Auszeichnungen
Denys Proshayev errang zahlreiche Erfolge bei internationalen Klavierwettbewerben. Insbesondere sind hier der Klavierwettbewerb Ettlingen, der Internationale Clara-Haskil-Klavierwettbewerb in Vevey, der Bundeshochschulwettbewerb in Rostock, der Ettore Pozzoli Klavierwettbewerb in Seregno, der Europäische Klavierwettbewerb Bremen im Jahre 2001 sowie der internationale Musikwettbewerb der ARD in München im Jahre 2002 zu nennen.
Denys Proshayev wurde 2003 der Wilhelm Weichsler-Musikpreis der Stadt Osnabrück verliehen. In 2004 erhielt er den Solistenpreis der Festspiele Mecklenburg-Vorpommern.
Ihm wurde außerdem ein Stipendium der Yamaha Music Foundation of Europe verliehen.

## Diskografie
Bei Sony erschien 2006 eine CD mit Werken von Jean-Philippe Rameau.